# Fencing
Fencing is een Amerikaanse film uit 1892. De film werd gemaakt door Thomas Edison en toont twee personen die schermen aan het oefenen zijn.